# Craugastor batrachylus
Craugastor batrachylus es una especie de anfibio anuro de la familia Craugastoridae.

## Distribución geográfica
Esta especie es endémica de Tamaulipas en México. Habita a 2000 m de altitud en Miquihuana.

## Publicación original
- Taylor, 1940 : A new Eleutherodactylid Frog from Mexico. Proceedings of the New England Zoological Club, vol. 18, p. 13-16.[5]